# Congo nos Jogos Olímpicos de Verão de 2000
Congo participou dos Jogos Olímpicos de Verão de 2000, realizados na cidade Sydney, na Austrália.